# Myliobatoidei
Sous-ordre
Les Myliobatoidei sont un sous-ordre de raies pastenagues de l'ordre des Myliobatiformes.

## Systématique
La validité de ce sous-ordre est discutée. Il n'est pas reconnu par le WoRMS.

## Liste des super-familles, familles et genres
Selon BioLib (30 août 2022) :
- genre † Asterotrygon de Carvalho, Maisey & Grande, 2004
- famille † des Heliobatidae
- super-famille des Hexatrygonoidea
- super-famille des Urolophoidea
- super-famille des Urotrygonoidea
- super-famille des Dasyatoidea Whitley, 1940